# Johann Georg Poppe (Architekt, 1837)

Johann Georg Poppe 1890

Johann Georg Poppe (* 12. September 1837 in Bremen; † 18. August 1915 in Lesum) war ein deutscher Architekt, er gilt als bekanntester Schöpfer von Architektur des Historismus in Bremen.

## Biographie

Wasserkunst auf dem Werder 1872

Johann Georg Poppe war der Sohn des Zimmermeisters und Architekten Christoph Poppe (1804–1878). Er studierte von 1855 bis 1859 Architektur am Polytechnikum Karlsruhe, wo er Mitglied des Corps Bavaria wurde. Von 1860 bis 1861 arbeitete er zunächst als Architekt in Berlin, ab 1863 dann in Bremen. Seine architektonische Arbeit ist von einer üppigen historistischen Stilvielfalt gekennzeichnet, mit einer besonderen Vorliebe für die Neorenaissance, die sich aus seinen Reisen nach Frankreich und Italien entwickelte.
In Bremen baute Poppe zahlreiche Villen und Landhäuser, vor allem in Horn und in Oberneuland. 1875 entstand Schloss Knoop in der Vahr, das ab 1888 als Schloss Kreyenhorst im Besitz der Familie Rickmers war und 1912 abgerissen wurde. Bekannt wurde er durch seine repräsentativen Großbauten wie das Wasserwerk im Stadtwerder (1873), die Bauten für die Nordwestdeutsche Gewerbe- und Industrieausstellung 1890, die Bremer Baumwollbörse (1902) oder die Hauptverwaltung des Norddeutschen Lloyd (1907–1912).
Auch entstanden zahlreiche Wohn- und Vorstadthäuser für wohlhabende Bremer Kaufleute und Bürger wie die noch erhaltene Villa Frerichs (1882–1884) nach Johann Poppes Entwürfen, deren Innengestaltung Poppe ebenfalls häufig übernahm.
Darüber hinaus entwarf er die Ausstattung mehrerer Schiffe des Norddeutschen Lloyd, meist ausgeführt durch das renommierte Mainzer Unternehmen A. Bembé, darunter der damals zeitweilig schnellste Atlantikdampfer der Welt, die 1903 in Dienst gestellte Kaiser Wilhelm II.
Er leitete als Ratszimmermeister 1883 die Umgestaltung der oberen Halle des Bremer Rathauses und entwarf 1903 das üppige Rathausgestühl, das nur in Teilen vor Ort erhalten ist.
Bis 1890 zeigt sich in Poppes Werken der starke Einfluss der französischen und italienischen Renaissance. Das Parkhaus (1890) für die Nordwestdeutsche Gewerbe- und Industrieausstellung ist einer seiner beruflichen Höhepunkte, Poppe war damals der wichtigste und berühmteste Baumeister Bremens. Die Kritik an seiner opulenten Formensprache wird jedoch zum Ende des Jahrhunderts lauter. Zu dieser Zeit wendet sich Poppe dann auch dem Vorbild der deutschen Renaissance als Inspirationsquelle zu. Dieses zeigt sich bei dem fein ornamentierten Entwurf der Stadtbibliothek, der sich der Formensprache der in Bremen vorherrschenden Weserrenaissance annähert.
In der Villa Ichon in Bremen, die er umgebaut und lange bewohnt hatte, ist ein Ölbild von ihm zu sehen. Seine ausufernde Dekorationsfülle war nicht unumstritten, der einflussreiche Architekturkritiker Walter Müller-Wulckow schrieb z. B. über die von Poppe entworfene Bremer Baumwollbörse: „Die Bremer Baumwollbörse ist das krasseste Beispiel dieser Art, von deren Formenfülle schon kurz nach der Vollendung abblätternde Ornamente Passanten erschlagend herabstürzten und auf diese geradezu groteske Weise die Krebsschäden unserer Baupraxis gezeigt haben.“
Andere Architekten lösten mit ihren vom Jugendstil oder von der Reformarchitektur geprägten Bauten Poppes Stil ab. Nach einem Misserfolg beim Wettbewerb um die Ausgestaltung der großen Weserbrücke 1910 zog sich Poppe zurück auf sein Landgut Poppenhof am rechten Lesumufer in Lesum.
Poppe starb 1915 und wurde auf dem Riensberger Friedhof in Bremen beigesetzt (Planquadrat V, an der Ecke zu den Planquadraten F und G).

## Werke

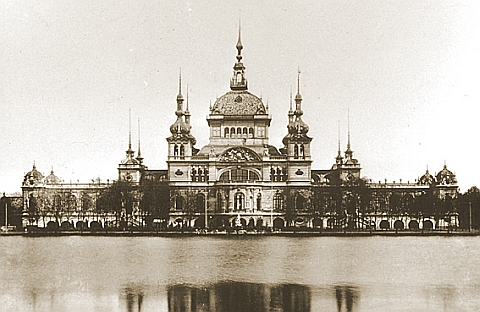
Parkhaus 1890

### Werke bis 1890
- 1870: Häuser am Bahnhofsplatz, abgerissen[4][5][6]
- 1871: Umbau der Villa Ichon, Goetheplatz 4, die er ab 1895 selbst bewohnte (D)[6][7][8]
- 1872: Villa Leupold (Eichenhorst) in der Leher Heerstrasse 194 in Horn-Lehe für Friedrich Ludwig Herrmann Leupold
- 1872: Packhäuser in der Häschenstrasse, Neustadt, abgerissen[9]
- 1873: Wohnhaus Albers für G. W. Albers , Privatmann, am Osterdeich 29[6][5][8]
- 1873: Wasserwerk im Stadtwerder (im Volksmund als „Umgedrehte Kommode“ bekannt) in der Werderstraße 101 (D)[10][9][11][5][8]
- 1873–1874: Landhaus Eduard Wätjen (Wätjens Schloss oder Schloss Alteneichen) in der Horner Heerstraße 16 in Horn mit Hofmeierhaus, abgerissen[6]chronik-horn-lehe[12][5]
- 1873–1875: Schloss Knoop in der Vahr (ab 1888 als Schloss Kreyenhorst in Besitz der Familie Rickmers, 1912 abgerissen)[13][9][6][11][7][5][8][14][15][16][17]
- 1873–1875: Wiederherstellung des alten belingschen Giebelhauses (Kaufhaus Beling) an der Schlachte Nr. 20, abgerissen (wann?)[5][6][14][16]
- 1874: Rückwärtiger Erweiterungsbau von Haus Hoogenkamp (1825 von Hinrich Kaars?) für den damaligen Eigentümer J. Westenfeld, Oberneulander Landstr. 33(abgerissen?)[18]
- 1874: Wohnhaus Theodor Fritze, Am Dobben 31a (1968 abgerissen)[6][5][8][16]
- vor 1875: Villa von Konsul Edwin Adalbert Oelrichs in der Contrescarpe 79[6]
- 1875: Landhaus Wedemeyer (später Hoffmann, ab 1911 Landgut Schütte, zuletzt  BDM-Führerinnenschule) für August und H. Wedemeyer in Oberneuland, Oberneulander Landstraße 187 (1936 abgerissen)[5][19]
- 1880, Contorhaus Hoffmann & Ruhl (auch Bureau des preußischen Generalkonsulats) Albutenstraße 1a, Ecke Langenstraße 125–126, zerstört
- 1882: Hauptstelle der Sparkasse Bremen in der Obernstrasse, Ecke Papenstraße (im Zweiten Weltkrieg zerstört)[4][13][9][6][7][5][8]
- 1883: Umgestaltung der Oberen Halle des Rathauses Bremen[4][13][11]
- 1884: Villa Frerichs für Adolf Frerichs, Baumwollkaufmann Osterdeich 27 (D)[5][8]
- 1885: Grabmal der Elisabeth Wätjen-Berck[20] mit Bildhauer Rudolf Lauer(D)
- vor 1887: Villa-Preetorius in Mainz für den Lederfabrikanten und Bembé – Teilhaber Wilhelm Preetorius (abgerissen?)
- 1887: Ausarbeitung des Wettbewerbsprogramms für die Sanierung des Bremer Doms gemeinsam mit den Architekten Wilhelm Below, Heinrich Müller und Christian Bummerstedt[21]
- 1889: Villa Dieterich in Düsseldorf, Feldstr.82 für den Bierbrauereibesitzer Dieterich (abgerissen?)[22]
- 1889: Wohn- und Geschäftshaus Georg Hagendorff und Hermann Grote (Weinhandlung) in der Obernstrasse 22, später umgebaut von der Firma Blanke, abgerissen (wann?)[6]
- 1890: Wohnhaus Thomas Achelis in der Contrescarpe 58, abgerissen (wann?)[6][5][8]
- 1890: Bauten für die Nordwestdeutsche Gewerbe- und Industrieausstellung (nach der Ausstellung abgebaut bis auf das 1907 durch Brand zerstörte Parkhaus)[4][13][9][6][11][5][8][23]

### Werke ab 1890

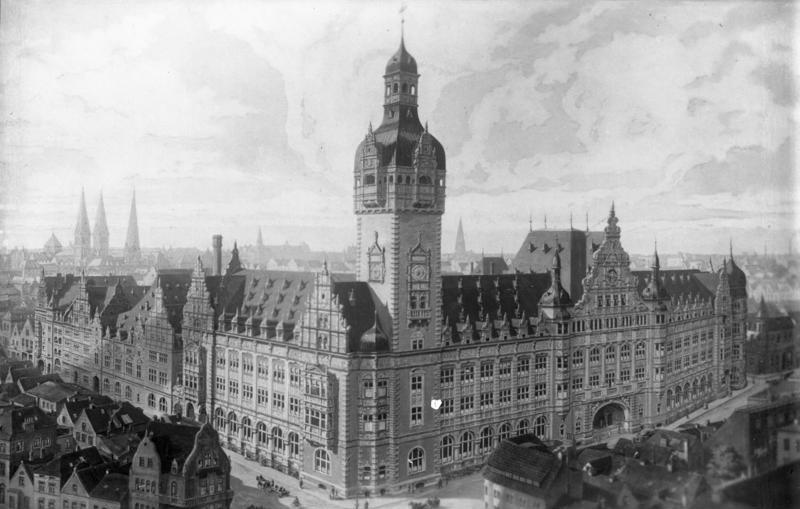
Hauptverwaltung des Norddeutschen Lloyd 1907

- 1892: Sockel des Kaiser-Wilhelm-Denkmals mit Bildhauer Robert Bärwald auf dem Bremer Marktplatz (eingeschmolzen im Ersten Weltkrieg)
- 1892: Grabmal der Familie Johann Georg Lohmann auf dem Riensberger Friedhof mit Bildhauer August Sommer(D)[6]
- 1894: Grabmal der Familie H. Upmann[24] auf dem Riensberger Friedhof mit Bildhauer August Sommer (D)[6]
- 1895: Grabmal der Familie Johann Hermann Niemann auf dem Riensberger Friedhof (ohne Beleg, Hinweis der Friedhofsverwaltung)
- 1897: Stadtbibliothek – ab 1927 Staatsbibliothek – am Breitenweg am Hauptbahnhof (im Zweiten Weltkrieg beschädigt, 1997 abgerissen)[4][13][10][9][11][7][5][8]
- 1902: Gebäude der Bremer Baumwollbörse, 1923–1924 umgebaut und stark vereinfacht, im Zweiten Weltkrieg teilweise zerstört und Turm beschädigt (D)[4][13][9][6][11][7][5][8]
- 1901: Grabmal der Familie G. W. Grommė (D)[25][26]
- 1903: Ratsgestühl für das Rathaus Bremen, nur in Teilen vor Ort erhalten(1955 entfernt und verschleudert)[4][13][11][5][8]
- 1904–1905: Geschäftshaus der Reis- und Handels-AG, Reisbörse an der Schlachte Langenstraße 38–42 (Umbau 1947–1951 von Karl Walter, im Zweiten Weltkrieg stark beschädigt) (D)[5][8]
- 1907: Hauptverwaltung des Norddeutschen Lloyd in der Peltzerstraße (und Papenstrasse), (am 6. Oktober 1944 bei einem Bombenangriff schwer beschädigt, Turm und Teile des Gebäudes 1953, Rest 1969 abgerissen)[27][5][8]
- 1908: Hofmeierhaus auf dem Grundstück der Villa Leupold (abgerissen 1961)
- 1910: Wettbewerb Grosse Weserbrücke[28]

## Innenausstattungen

### Innenausstattungen: Gebäude
- 1886: Inneneinrichtung Wohnhaus Geo Heinrich Plate am Osterdeich 10[6][5][8]
- 1886: Innenausstattung Wohnhaus Emil Plate am Osterdeich 56[6][5][8]
- Innenausstattung Wohnhaus Thomas Achelis, Contrescarpe 58 (Ausf. Fa. Wellhausen, Hannover)[6][5][8]
- Innenausstattung Wohnhaus Carl Schütte, Rembertistr.16 (Ausf. H.Bembė, Mainz)[6]
- Innenausstattung Wohnhaus Friedrich Ludwig T. Achelis, Am Dobben 25[6]
- Innenausstattung Wohnhaus Dettmar Finke, Contrescarpe 78[6]
- Innenausstattung Wohnhaus Gustav Deetjen, Contrescarpe 70 (Ausf. Fa. Wellhausen, Hannover)[6]
- Innenausstattung Wohnhaus Henry Sidney Lamotte, Contrescarpe 50[6]

### Innenausstattungen: Schiffsausstattungen für denNorddeutschen Lloyd

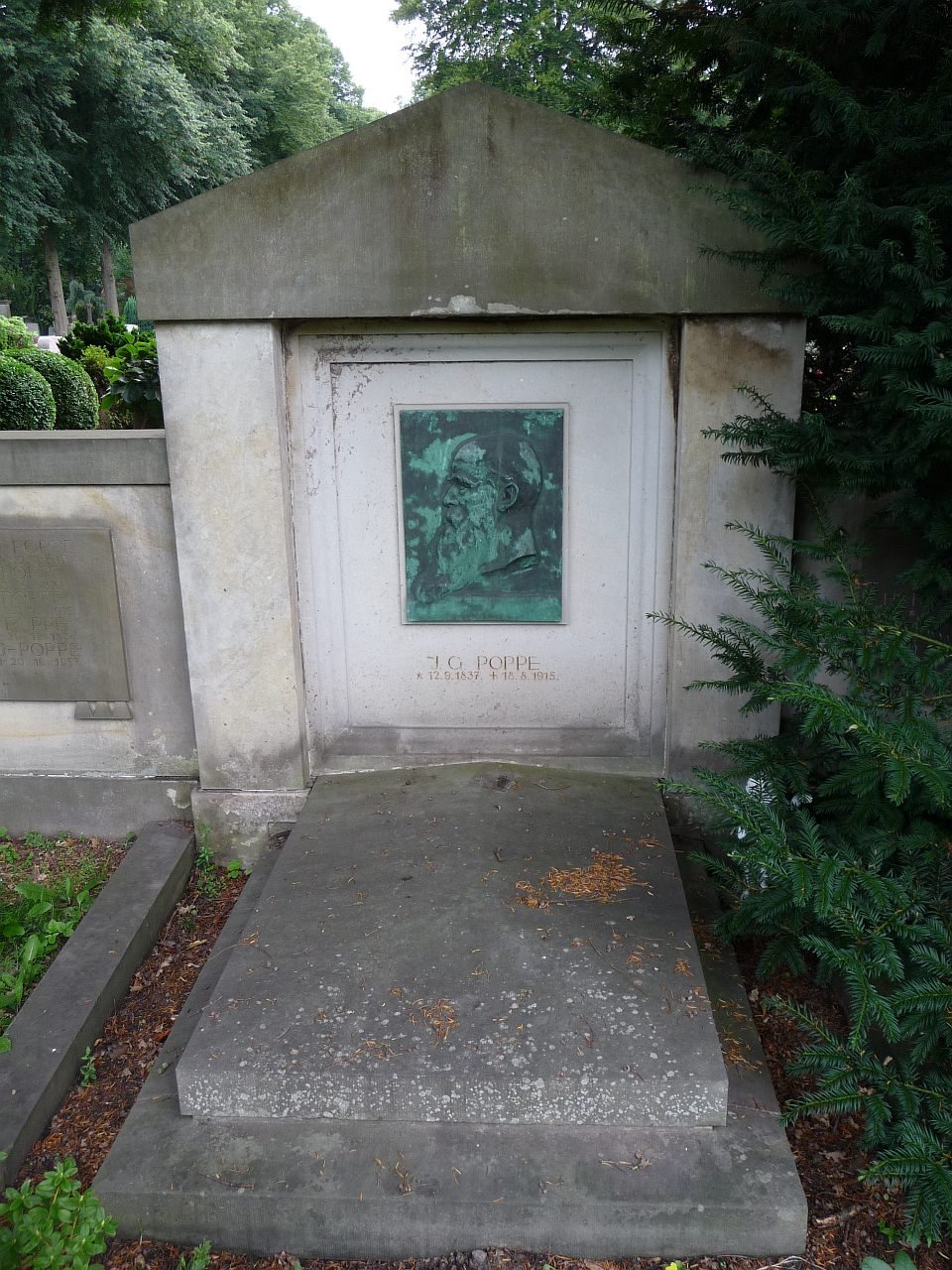
Grab von Johann Georg Poppe auf dem Riensberger Friedhof

- 1881: Innenausstattung Schnelldampfer Elbe, ausgeführt durch die Bauwerft John Elder & Co aus Glasgow[29][30]
- 1882: Innenausstattung Schnelldampfer Werra, ausgeführt durch die Bauwerft John Elder & Co aus Glasgow PostkarteAngaben zur Werra[29][30]
- 1883: Innenausstattung Schnelldampfer Fulda, ausgeführt durch die Bauwerft John Elder & Co aus Glasgow[29][30]
- 1884: Innenausstattung Schnelldampfer Eider, ausgeführt durch die Bauwerft John Elder & Co aus Glasgow[29][30]
- 1884: Innenausstattung Schnelldampfer Ems, ausgeführt durch die Bauwerft John Elder & Co aus Glasgow[29][30]
- 1886: Innenausstattung Schnelldampfer Aller, ausgeführt in den Werkstätten von A. Bembė in Mainz[29][30]
- 1886: Innenausstattung Schnelldampfer Trave, ausgeführt in den Werkstätten von A. Bembė in Mainz[30]
- 1886: Innenausstattung Schnelldampfer Saale, ausgeführt von J. H. Schäfer Geschichte der Firma aus Bremen[30]
- 1887: Innenausstattung Schnelldampfer Lahn, in den Werkstätten von A. Bembė in Mainz[29][30]
- 1890: Innenausstattung Schnelldampfer Spree, Das große Treppenhaus, Damenzimmer und Musikzimmer wurden von der Firma A. Bembė ausgestattet. Die Firma F. Vogts & Comp. in Berlin hat die Ausstattung des großen Rauchzimmers und des ersten Salons geliefert. Der Dampfer wurde 1899 nach einem Umbau umbenannt in Kaiserin Maria Theresia NDL Kaiserin Maria Theresia[29][30]
- 1890: Innenausstattung Schnelldampfer Havel[30]
- 1906: Innenausstattung  Reichspostdampfer Prinz Ludwig, ausgeführt in den Werkstätten von A. Bembė in Mainz[31]
- 1907: Innenausstattung Schnelldampfer Kronprinzessin Cecilie[13][7][29][30][32]

### Innenausstattungen: Schiffsausstattungen für denHAPAGin Hamburg
- 1888: Innenausstattung Schnelldampfer Augusta Victoria[30]
- 1889: Innenausstattung Schnelldampfer Columbia[30]
- 1890: Innenausstattung Schnelldampfer Normannia ausgeführt in den Werkstätten von A. Bembė in Mainz, wahrscheinlich ohne Mitarbeit von Johann Georg Poppe[30]